# Giuseppe Giovanni Antonio Meneghini
Pour les articles homonymes, voir Meneghini.
Giuseppe Giovanni Antonio Meneghini est un naturaliste et un géologue italien, né le 30 juillet 1811 à Padoue et mort le 29 janvier 1889 à Pise.

## Biographie
Giuseppe Giovanni Antonio Meneghini est diplômé de médecine à l’université de Padoue en 1834. En 1835, il devient assistant à la chaire de botanique, en 1839, professeur ordinaire des sciences préparatoires pour la chirurgie. En 1848, son rôle dans le mouvement révolutionnaire lui fait perdre son poste à l’université de Padoue.
Meneghini s’installe à Pise où il est nommé, en 1849, professeur de minéralogie et de géologie et directeur du muséum de l’université de la ville. Il y remplace Leopoldo Pilla (1805-1848) qui a perdu la vie dans la bataille de Curtatone  qui oppose 5 000 volontaires (principalement des étudiants des universités de Toscane) à 30 000 soldats autrichiens.
Meneghini fonde l’école géologique de Pise et reçoit la chaire de géographie physique deux ans plus tard en 1851. En 1870, il devient directeur du muséum de Pise. En 1874, il est professeur ordinaire de géologie de Pise

## Minéralogie
Une espèce minérale lui a été dédiée : la ménéghinite.

## Principales publications
- Della teorica degli innesti (Prof. G. Meneghini)Giornale agrario lombardo-veneto e continuazione degli annali universali di tecnologia, di agricoltura, di economia rurale e domestica, di arti e mestieri (1848 giu, Serie 2, Volumen 9, Fascículo 6)
- Storia naturale - Ricerche sulla struttura del caule nelle piante monocotiledoni, di G. Meneghini - Mantissa muscorum J. De Notaris - Plantae quaedam Aegypti ac Nubiae enumeratae qtque illustratae a R. De Visiani - Biblioteca Italiana ossia Giornale di letteratura scienze ed arti (diciembre de 1836, Volumen 84, Fascículo)

## Honneurs
- En 1886 élu Sénateur de la XVIe Législature du règne de l’Italie.
- En 1860 a été nommé membre de l’Académie nationale des sciences.
- Grand Officie de la Couronne d’Italie.
- Directeur de l’ordre du mérite civil de Savoie.
- Directeur de l’ordre Royal de Prusse  pour les sciences et les Arts.

## Sources
- (it) Il Museo virtuale delle Collezioni geologiche e storiche